# Kostel svatého Václava (Most)
Římskokatolický kostel svatého Václava v Mostě byl vybudován v letech 1983 až 1989 jako náhrada za šest kostelů zbořených při demolici historického centra a za děkanský kostel Nanebevzetí Panny Marie, u něhož se po jeho přesunu mimo město počítalo s využitím ke kulturním účelům. Jedná se o jediný kostel postavený v Čechách v době normalizace.
Nový kostel byl postaven na zahradě děkanství a z nařízení komunistického režimu nesměl mít věž, zvonici ani jiné zvnějšku viditelné náboženské prvky. Projekt vypracoval architekt Michal Sborwitz, autorem interiéru je akademický sochař Bořivoj Rak. Trojlodní stavba je inspirována dispozicí raně křesťanské baziliky a tvary románské architektury.